# Johann Christian Krüger (Jurist)
Johann Christian Krüger (* 8. Februar 1771 in Berlin; † 25. Dezember 1845 ebenda) war langjähriger Richter am Berliner Stadtgericht und Ehrenbürger von Berlin.
Johann Christian Krüger studierte Rechtswissenschaften und war ab 1793 Referendar am Kammergericht in Berlin. Ab 1798 war er Richter am Stadtgericht. Er gehörte außerdem zwischen 1810 und 1820 dem Vormundschaftsgericht an. Krüger war des Weiteren Dirigent der neuen Abteilung für Kredit- und Nachlasssachen beim Stadtgericht.
Anlässlich seines 50. Dienstjubiläums verlieh ihm die Stadt Berlin am 14. Mai 1843 die Ehrenbürgerwürde; außerdem wurde er zum Geheimen Justizrat ernannt. Friedrich Wilhelm IV. verlieh ihm den Roter-Adler-Orden Klasse III.